# Julie Christiansen (Schauspielerin)
Julie Christiansen (* 8. Juli 1987 in Vordingborg) ist eine dänische Schauspielerin.

## Leben
Julie Christiansen hat keine klassische Schauspielausbildung absolviert. Über vereinzelte Auftritte in kleineren Theaterproduktionen, Werbespots und Nebenrollen in Fernsehserien, konnte sich Christiansen ab Ende der 2000er Jahre als Schauspielerin etablieren. Ihren ersten größeren Erfolg hatte sie mit der Darstellung der Emilie Just in der Mysteryserie Heartless. Für diese Rolle wurde sie zum ersten Mal für den renommierten Filmpreis Robert nominiert. Zwei weitere Nominierungen, jeweils als Beste Nebendarstellerin für Per im Glück und Beste Hauptdarstellerin für Mens vi lever, folgten 2018 und 2019.
Christiansen ist mit dem vier Jahre jüngeren Balletttänzer Benjamin Buza liiert. Das Paar lebt gemeinsam in Kopenhagen.

## Filmografie
- 2006: Råzone
- 2006: Supervoksen
- 2010: Die Wahrheit über Männer (Sandheden om mænd)
- 2011: Borgen – Gefährliche Seilschaften (Borgen, Fernsehserie, eine Folge)
- 2014: Copenhagen
- 2014: Die Zeitfälscherin (Tidsrejsen, Fernsehserie, eine Folge)
- 2014–2015: Heartless (Fernsehserie, acht Folgen)
- 2017: Mens vi lever
- 2018: Per im Glück (Lykke-Per)
- 2018: Månebrand
- 2018: Wonderful Copenhagen
- 2019: Kollision